# Ingvar Jaroslavič
Ingvar Jaroslavič (in russo Ингварь Ярославич?; in ucraino Інгвар Ярославич?; 1152 circa – 1220 circa) fu principe di Luc'k (1180-1220 circa), principe di Kiev (1201-1203, 1212-?) e principe di Volinia (1209-1210).
Era uno dei figli di Jaroslav II Izjaslavič, pronipote di Vladimiro II Monomaco, e di una figlia di Vladislao II di Boemia.

## Biografia
Nel 1180, Ingvar Jaroslavič si unì a Rurik Rostislavič nella sua lotta contro Svjatoslav Vsevolodovič di Černihiv. Il Canto della schiera di Igor' descrive Ingvar come «dalle sei ali», simbolo di una natura straordinaria e quasi angelica, il quale si distingueva per aver ottenuto le sue terre non con le armi, ma con altri mezzi. Nel 1183, ad esempio, Ingvar si rifiutò di ospitare Vladimir II Jaroslavič a Dorogobuž, che era stato bandito dalla Galizia. Pare Ingvar diffidasse di Jaroslav Osmomysl, il padre di Vladimir Jaroslavič. Poco dopo, Ingvar prese il posto del fratello maggiore Vsevolod Jaroslavič come sovrano di Luc'k. Nel 1202, Ingvar fu nominato sovrano di Kiev al posto del detronizzato Rurik Rostislavič, rispettando un accordo tra Romano Mstislavič di Galizia e Vsevolod III del Grande Nido, il gran principe di Vladimir. Rurik, tuttavia, avrebbe riconquistato Kiev quello stesso anno con l'aiuto degli Olgoviči e dei poloviciani. Nel 1204, Ingvar partecipò alla conquista della città di Volodymyr-Volyns'kyj insieme ad Alessandro di Belz. Fu nominato sovrano della città immediatamente, finendo però presto sostituito da Alessandro a causa del malcontento dei boiardi del posto. Nel 1208-1211, Ingvar inviò suo figlio ad assistere Danilo Romanovič nella sua lotta contro i figli di Igor' Svjatoslavič di Novhorod-Sivers'kyj. Nel 1212, Ingvar e Mstislav Romanovič attaccarono Vsevolod Svjatoslavič ed espugnarono Kiev. Dopo una battaglia vicino a Belgorod, Ingvar cedette volontariamente Kiev a Mstislav Romanovič e partì alla volta di Luc'k, morendo nel 1220.

## Discendenza
- Izjaslav, principe di Dorogobuž
- Svjatoslav, principe di Shumsk
- Jaroslav, principe di Przemyśl, Šums'k, Luc'k
  - Borys
- Grzymisława, moglie di Leszek il Bianco[4]